# Calidris alpina
Il piovanello pancianera (Calidris alpina (Linnaeus, 1758)) è un uccello della famiglia degli Scolopacidi.

## Distribuzione e habitat
Questo uccello vive in tutta Europa, in quasi tutta Asia (manca solo in Myanmar, Cambogia e Bhutan) e Africa (manca in Angola, Zambia, Zimbabwe, Tanzania e Repubblica Centrafricana); in Nord America è presente fino al Guatemala, più a sud e nei Caraibi è di passo, così come in Australia, Nuova Zelanda, parte settentrionale del Sud America e parte meridionale dell'Africa. Inoltre lo si osserva anche su alcune isole dell'Oceania, come Hawaii, Micronesia, Palau e Marianne Settentrionali.

## Tassonomia
Sono note le seguenti sottospecie:
- C. alpina actites 	Nechaev & Tomkovich, 1988
- C. alpina alpina (Linnaeus, 1758)
- C. alpina arctica (Schiøler, 1922)
- C. alpina arcticola (Todd, 1953)
- C. alpina centralis (Buturlin, 1932)
- C. alpina hudsonia	(Todd, 1953)
- C. alpina kistchinski Tomkovich, 1986
- C. alpina pacifica	(Coues, 1861)
- C. alpina sakhalina (Vieillot, 1816)
- C. alpina schinzii	(C.L.Brehm & Schilling, 1822)

## Galleria d'immagini

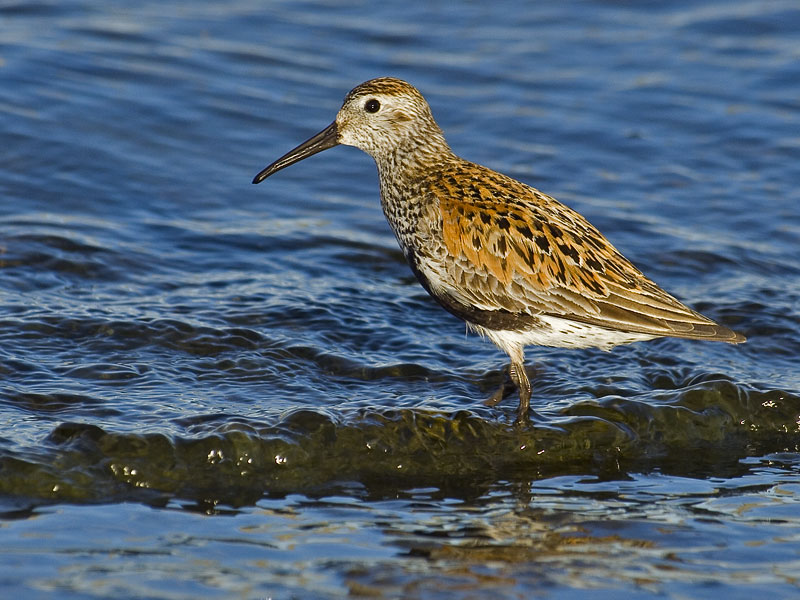
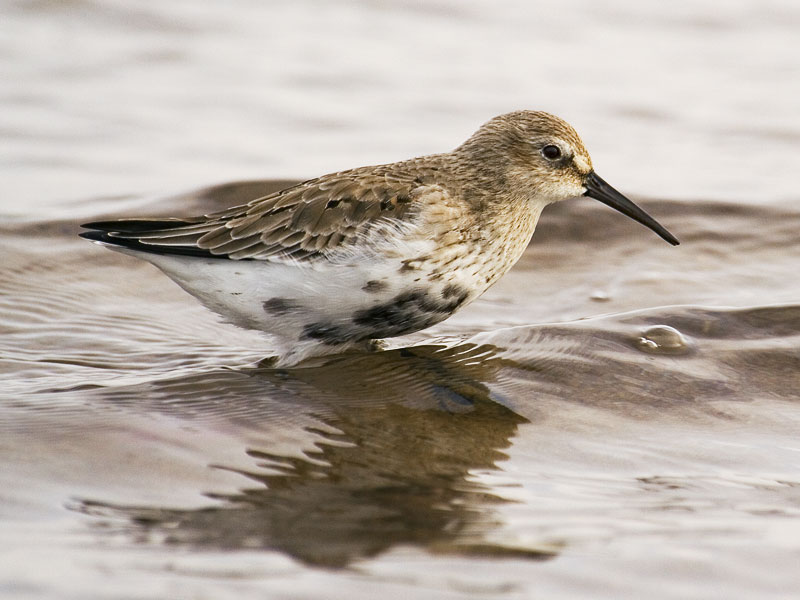
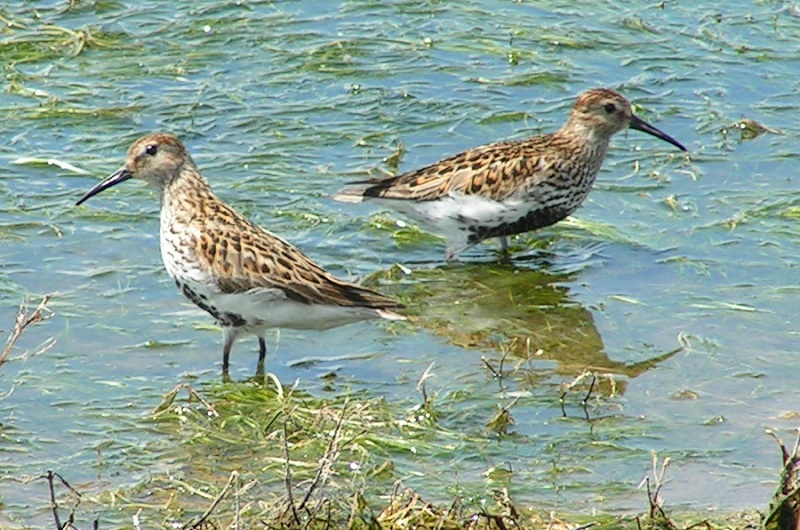
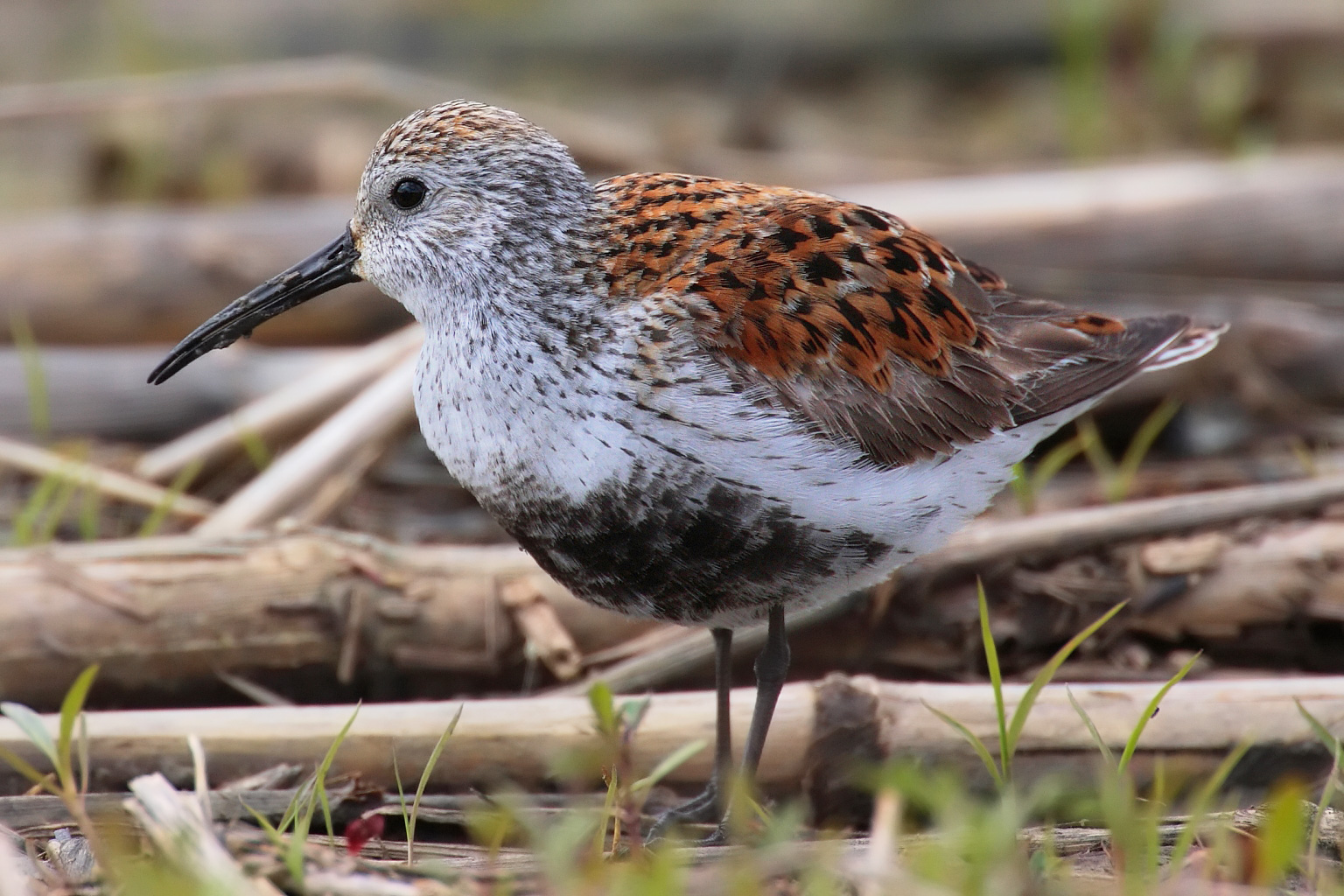
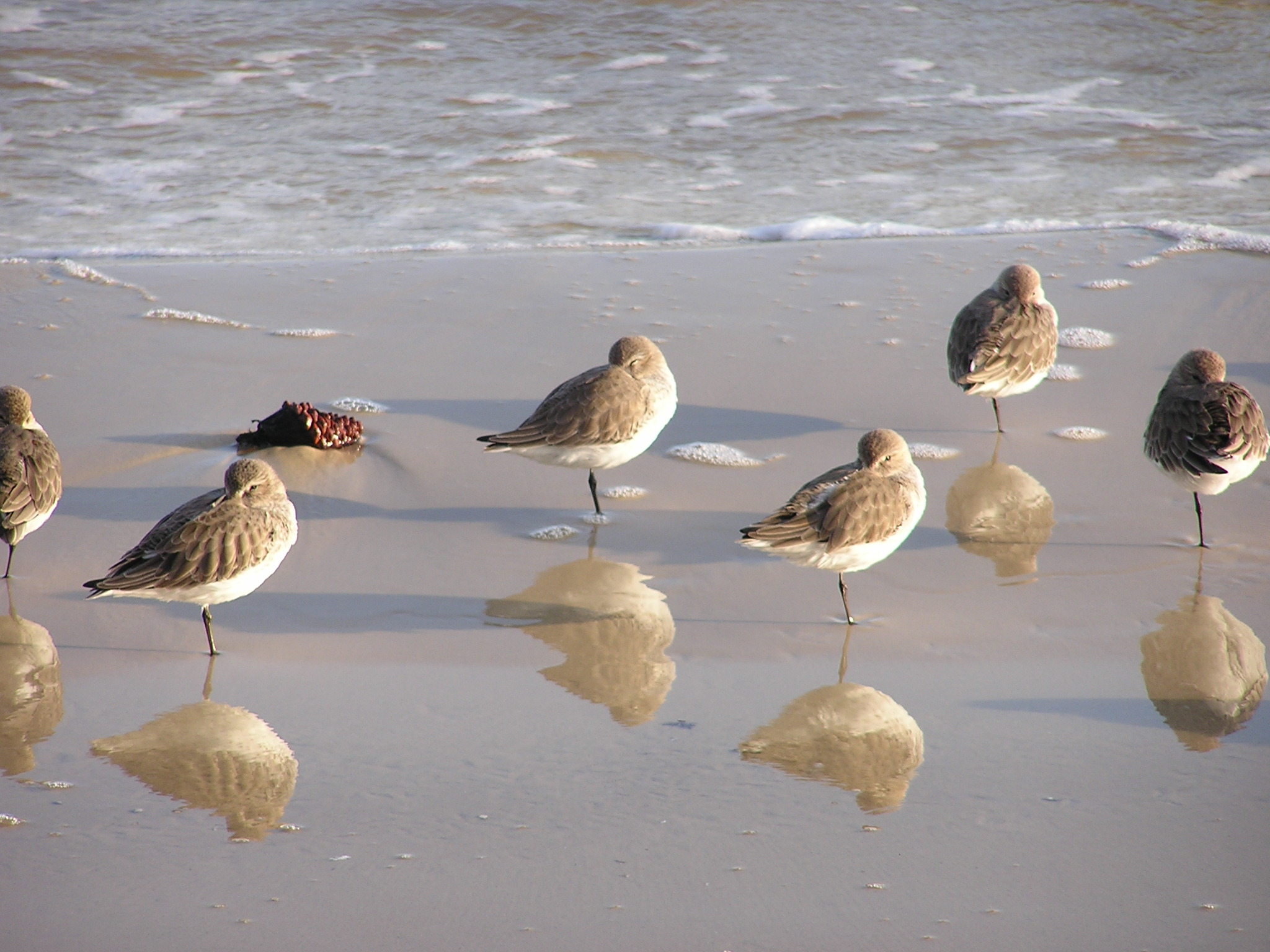
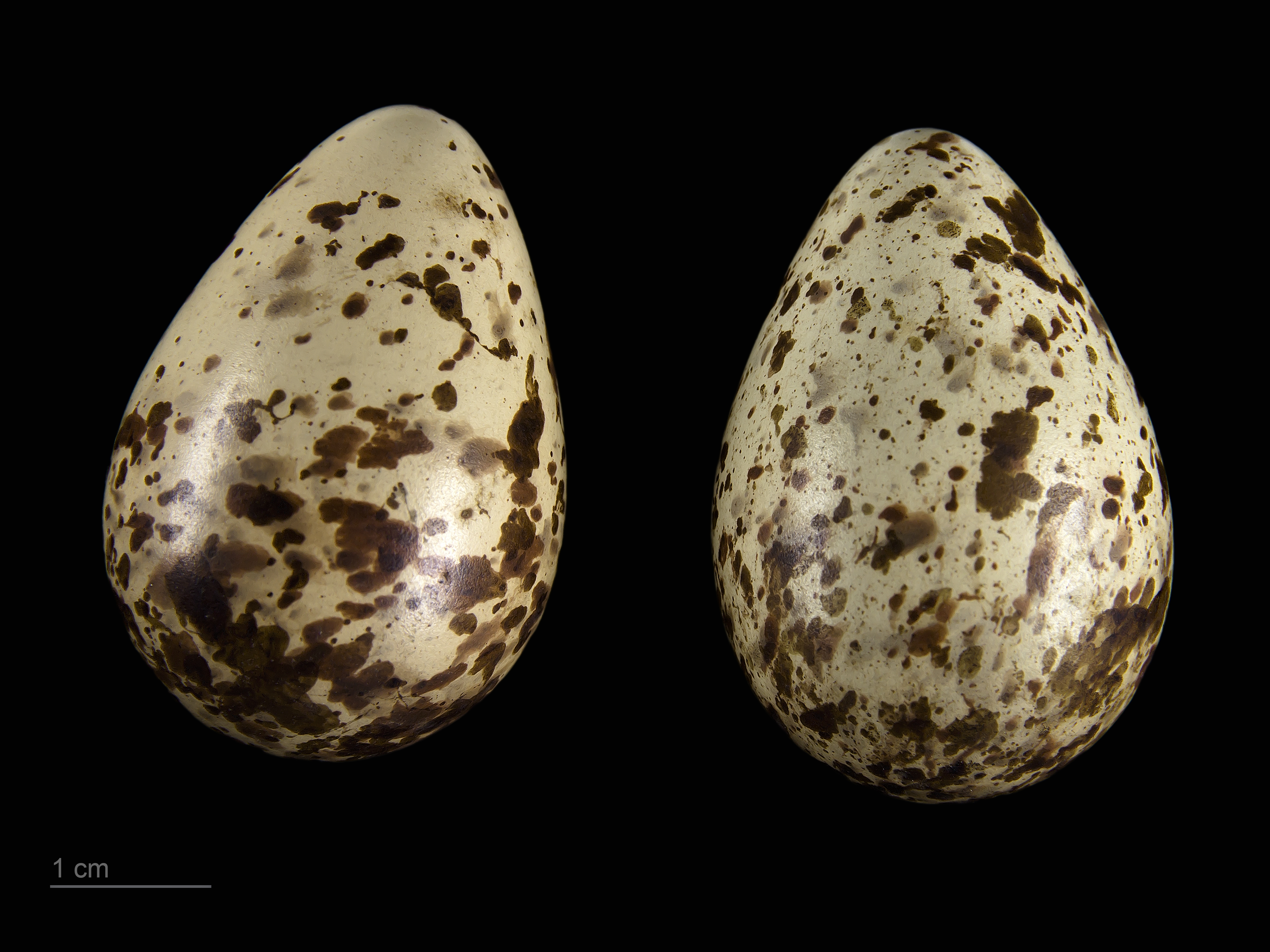
Museum specimen